# NGC 2339
NGC 2339 (również PGC 20222 lub UGC 3693) – galaktyka spiralna z poprzeczką (SBbc), znajdująca się w gwiazdozbiorze Bliźniąt. Odkrył ją William Herschel 22 lutego 1789 roku.